# Paul von Wahlert (Marineoffizier)
Paul Christian Adolf August von Wahlert, eigentlich Paul von Wahlert, (* 3. Mai 1892 in Schleswig; † nach 1957) war ein deutscher Marineoffizier, Marineattaché und deutscher Konsul für Ägypten.

## Leben

### Herkunft
Paul von Wahlert war ein Sohn des Generalmajors Paul von Wahlert (1863–1940) und seiner Frau Elisabeth, geb. Michelsen (1870–1939). Sein Großvater war der Generalmajor Robert von Wahlert.

### Werdegang
In Neumünster zur Schule gegangen, wechselte von Wahlert anschließend von 1903 bis 1909 zum Kadettenkorps in Potsdam und später zur Kadettenausbildung nach Berlin-Lichterfelde.
Am 1. April 1909 trat er in die Kaiserliche Marine ein. Später diente er bis September 1914 auf der Wettin, besuchte dann für einen Monat einen Lehrgang und kam als Adjutant auf die Kronprinz. Am 2. Mai 1915 wurde er zum Oberleutnant zur See befördert. Von November 1915 bis Januar 1916 war er als Fähnrichlehrer auf der Württemberg. Bis Mai 1916 war er dann zur Verfügung bei der I. Torpedo-Division. Anschließend war er bis September 1916 erst bei der 21. Torpedoboots-Halbflottille und dann bei der 3. Torpedoboots-Halbflottille Wachoffizier, bevor er erneut zur Verfügung bei der I. Torpedo-Division gestellt wurde und in dieser bis Januar 1917 blieb. Von Januar 1917 bis Juni 1917 war er Nachrichtenoffizier der Marinestation der Ostsee. Hier war er bis März 1918 persönlicher Adjutant des Stationschefs, Vizeadmiral Gustav Bachmann. Bis Kriegsende war er Kommandant von G 39. Am 22. November 1919 wurde er aus der Marine verabschiedet und erhielt am 27. Dezember 1919 den Charakter als Kapitänleutnant verliehen.
Nach seinem Ausscheiden aus der Marine war er zunächst in der Handelsschifffahrt tätig, übernahm dann aber kaufmännische Tätigkeiten. 1927/28 hatte er eine Anstellung in der Automobilbranche und arbeitete in den USA. Er kehrte nach Deutschland zurück und war für General Motors bis 1939 erst in Rüsselsheim, dann in Berlin aktiv.
Es folgte seine Einberufung zum Kriegsdienst und er war ab Dezember 1939 in der Attachéabteilung des OKM eingesetzt. Am 1. März 1938 wurde er zum Korvettenkapitän befördert. Im Mai 1940 wurde er als Nachfolger von Konteradmiral Werner Steffan Marineattaché der Deutschen Gesandtschaft in Stockholm und blieb dies bis Kriegsende.
Von Wahlert verursachte durch öffentliche Äußerungen und seine Kontakten in den angelsächsischen Raum Verdacht bei der SS. Auch andere deutsche Diplomaten in Stockholm rückten in den Fokus. Am 28. Mai 1944 befahl Heinrich Himmler, die Personalien von den Diplomaten Carl Werner Dankwort, Ernst S. Hepp und von Wahlert vorzulegen. Dabei sollte geprüft werden, ob von Wahlert Vertreter von General Motors in Hamburg gewesen sei. Vermutlich konnten die Verdachtsmomente nicht erhärtet werden, denn er verblieb weiter in seiner Position.
Wie auch Steffan konnte auch Wahlert als Marineattaché gute Beziehungen zu den schwedischen Seestreitkräften aufbauen, musste sich aber so gut wie möglich von den illegalen Teilen der nachrichtendienstlichen Arbeiten fernhalten, welche u. a. durch Alexander Cellarius vorgenommen wurden. Kontaktpersonen von Wahlert zu den schwedischen Streitkräften waren der Vertreter der Marine im Verteidigungsministerium, ein Kapitän zur See Giron und der Chef des Marinestabes, Vizeadmiral Fabian Tamm. Wahlert war auch für die Rückführung der in Schweden kurzzeitig internierten Besatzungsmitglieder der vor Narvik bei der Schlacht um Narvik gesunkenen deutschen Zerstörer verantwortlich. Nachdem Deutschland 1941 in den Krieg mit Russland eingetreten war, war Wahlert auch in die Leitung deutscher Konvois eingeschaltet. Bis 1942 wurden diese in schwedischen Hoheitsgewässern mit schwedischem Geleitschutz nach Finnland durchgeführt. Wahlert hatte dieses Vorgehen am 29. Juni 1941 mündlich mit dem Oberbefehlshaber der schwedischen Streitkräfte, Olof Thörnell, abgestimmt. Ebenso war Wahlert in der Position als Marineattaché für die in Göteborg sitzende Deutsche Schifffahrtsstelle verantwortlich. Nach Kriegsende hatte die schwedische Regierung weiterhin auch in Anerkennung seiner Leistung Bedarf an Wahlerts Arbeit, u. a. in Fragen zur Beräumung der deutschen Minensperren in der Ostsee, sodass er zunächst in Schweden blieb. Wahlert koordinierte die Minenräumung und war damit von Mai bis September 1945 einziger Waffenattaché an der Abwicklungsstelle der Deutschen Gesandtschaft Stockholm. Am 25. September 1945 kam er mit einem Sammeltransport in die britische Besatzungszone und wurde am 21. September 1946 aus der Kriegsgefangenschaft entlassen.
1954 wurde er Konsul des neu eröffneten Konsulats der Bundesrepublik Deutschlands in Alexandria. Seine Amtszeit endete am 31. Mai 1957.
Paul von Wahlert war Ehrenritter des Johanniterordens.

### Familie
Paul von Wahlert heiratete am 25. Februar 1917 in Hagenau Doris Deinert (* 1896). Das Paar hatte zwei Töchter.